# Гріпарі Микола Петрович
Микола Петрович Гріпарі (1848, Афіни — 1928, Афіни) — дипломат, підприємець, громадський діяч кінця XIX — початку ХХ ст., меценат. Грецький консул в Одесі (1879). Грецький віце-консул в Севастополі (1880).

## Життєпис
Народився в 1848 році в Афінах. Закінчив Комерційний Інститут в Манчестері (Віл'ємло, Англія). З 1879 році перебував на посаді грецького консула в Одесі. Пізніше Микола Петрович переїхав до Севастополя, де долучився до севастопольської 1-ї гільдії купців і став займатися комерційною діяльністю. Дипломатична кар'єра в Севастополі почалася з 8 лютого 1880 року, коли урядовий сенат призначив його грецьким віце-консулом в Севастополі. Поряд з цим, він з червня 1880 року перебував на посаді італійського консульського агента, з листопада 1889 року — данського віце-консула, з 15 листопада 1893 року — шведсько-норвезького віце-консула і з 7 червня 1899 року — бельгійського віце-консула. Був попечителем і скарбником Грецького училища з перших днів його заснування в Севастополі.
Завдяки своїй високій освіченості та знанню європейських мов, Микола Петрович, крім усього іншого, блискуче впорався з обов'язками італійського та французького консульського агента, норвезького, данського та бельгійського віце-консула в Севастополі. 24 квітня 1890 року Микола Гріпарі прийняв російське підданство.
1895 року Микола Петрович Грипарі викупив у поміщиці Гагаріної 243 десятини землі та порцеляновий завод в м.Баранівка, Новоград-Волинський повіт Волинської губернії. Після пожежі, що трапилася тут, він фактично збудував нову будівлю фабрики, на якій виготовляли різні фарфорові вироби для місцевої потреби, а також вогнетривку цеглу та каналізаційні труби. Періоди підйому змінювалися занепадом виробництва. У 1903 році тут було зайнято лише 52 робітники. Так тривало до 1905 року, коли сини власника заводу зацікавилися ним і почали вкладати кошти у будівництво нових корпусів.
У ХХ столітті підприємство значно поширилося. Впровадження передових технологій, переведення печей з твердого на рідке паливо, а потім на газ перетворило підприємство на одного з провідних виробників порцелянового посуду. Микола Петрович відправив свого сина Петра Миколайовича стажуватися на одне з передових європейських керамічних виробництв до міста Лімож (Франція), звідки були запрошені фахівці з проектування форм посуду та художники з розпису. Якість продукції помітно покращилася, і завод успішно брав участь на виставках у Венеції (1910), Римі (1911), Барселоні (1913), Лондоні (1913–1914). Завод виробляв столові, чайні та кавові сервізи, тарілки, аптекарський посуд та його вироби були відомі при Імператорському дворі.
Грецьке благодійне товариство обрало Гріпарі довічним почесним головою і вирішило встановити його портрет на вічні часи в актовому залі школи цього товариства з написом: «Микола Петрович Гріпарі, грецький консул, довічний почесний голова Севастопольської грецького благодійного товариства, засновник і великий піклувальник суспільства». У 1895 році Гріпарі був обраний присяжним засідателем.
У місті він був добре відомий як голосний Севастопольської міської думи, скарбник і попечитель грецького училища, церковний староста грецької Трьохсвятительської церкви, організатор і почесний голова грецького благодійного товариства. В Адрес-календарі Севастопольського градоначальства на 1913 рік він зазначений Грецьким консулом в Севастополі.

## Нагороди та відзнаки
- Орден Святого Станіслава 3-го ступеня,
- Орден Святої Анни 3-го ступеня,
- медаль Червоного Хреста, за участь і діяльність благодійного товариства під час російсько-японської війни 1904—1905 рр.;
- Орден Спасителя (Греція),
- Орден Корони Італії.

## Сім'я
- Брат — Демосфен Петрович Гріпарі, грецький віце-консул в Феодосії
- Брат — Перикл Петрович Гріпарі, грецький консул в Севастополі, грецький консул в Києві
- Син — Марк Миколайович,
- Син — Микола Миколайович,
- Син — Алківід Миколайович,
- Син — Георгій Миколайович, останній дипломатичний службовець Греції в Севастополі в 1920 році, грецький підданий, учасник першої та другої Балканських воєн.
- Син — Петро Петрович,
- Донька — Лідія Миколаївна
- Донька — Марія Миколаївна.